# Ugandax
L'ugandace (gen. Ugandax) è un mammifero artiodattilo estinto, appartenente ai bovidi. Visse tra il Miocene terminale e il Pliocene superiore (circa 5,8 - 2,5 milioni di anni fa) e i suoi resti fossili sono stati ritrovati in Africa.

## Descrizione
Di dimensioni leggermente inferiori a quelle dell'attuale bufalo cafro (Syncerus caffer), Ugandax era però piuttosto simile per aspetto. Le corna non erano eccezionalmente sviluppate ed erano a sezione quasi circolare, con carene moderate. la scatola cranica è più lunga di quella di Syncerus e le corna sono rivolte più all'insù e all'indietro che all'infuori. Rispetto all'assai simile Proamphibos, le carene presenti sul corpo osseo del corno erano meno accentuate. La morfologia dell'occlusione dentale è più derivata rispetto a quella riscontrata in forme analoghe e contemporanee, come Simatherium e Pelorovis. Rispetto a questi ultimi due generi, inoltre, la fila di premolari era meno ridotta.

## Classificazione
Ugandax venne descritto per la prima volta nel 1970, sulla base di fossili ritrovati in Uganda in terreni del Pliocene. La specie tipo è Ugandax gautieri; altre specie attribuite in seguito a questo genere sono U. coryndonae (Pliocene dell'Etiopia) e U. demissum (Pliocene del Sudafrica). Quest'ultima specie è a volte attribuita a Simatherium. Fossili attribuiti a Ugandax e provenienti dal Miocene terminale del Kenya (circa 5,8 milioni di anni fa) indicherebbero i più antichi bovini presenti in Africa.
Ugandax è considerato un bovino primitivo, forse ancestrale alla linea evolutiva che ha condotto all'attuale bufalo cafro.